# Peter Elias von Gähler
Peter Elias von Gähler (1718 – 2. maj 1783) var en dansk officer og general.

## Tidlig karriere og krigserfaring
Peter Elias von Gähler blev født i København, var søn af konferensråd Caspar von Gähler (født i Flensborg omkring 1680, optaget i den danske adelstand 1749, død i Slesvig 1759), begyndte sin militære løbebane 1734 som kadet i dragonlivregimentet, blev 1736 kornet ved Holsteins gevorbne rytterregiment (senere oldenborgske kyrasserer), 1743 sekondløjtnant ved Neubergs gevorbne rytterregiment, vendte 1745 tilbage til Holsteins regiment og fik her 1746 rang af ritmester, blev 1747 kaptajn i møenske infanteriregiment og 1750 kompagnichef i livgarden til fods. De fleste af disse år tilbragte Gähler, der fra ung havde en brændende lyst til at se sig om og lære noget, i krigstjeneste uden for landets grænser -- 1735 tjente han således i det danske korps under general Bernhard Joachim von Mørner, der ved Rhinen deltog i den polske Arvefølgekrig, 1741 i korpset under general Werner von der Schulenburg, der sendtes England til hjælp i Hannover, 1744-48 i de franske hære under Moritz af Sachsen og Woldemar Løvendal, ved hvilken lejlighed han bl.a. deltog i belejringen af Bergen op Zoom m.m. -- og erhvervede sig deri gennem en erfaring og kundskab på mangfoldige områder, der kom ham fortrinlig til nytte senere ved hans indtrædelse i den højere administration. 
1753 blev han udnævnt til generaladjudant hos Frederik 5. og til oberst af kavaleriet, 1758 til generalmajor og 1760 til generalkvartermester, hvilken stilling han beklædte, da grev Saint-Germain 2 år senere stilledes i spidsen for hæren, først som overgeneral, senere som krigsminister.

## Saint-Germains reformer
Vanskelig kunne vel den geniale, men i sine ideer tit fantastiske, i administrationens detaljer uvidende, påståelige og overmodige franske marskal have fundet en bedre mand til medhjælper end den bøjelige og beherskede, fint dannede og skarpt tænkende Gähler, der til punkt og prikke kendte tjenesten. De synes også at have arbejdet godt sammen og i den grad suppleret hinanden, om man så tør sige, at det måske ikke bliver så let at udrede, hvor meget der af det, der kom frem på det hærorganisatoriske område under Saint-Germains berømte styrelse, skyldes marskallen, hvor meget Gählers råd og smidige pen. 
I oktober 1763 ved generalkrigsdirektoriets oprettelse blev Gähler 2. deputeret og chef for 2. departement, under hvilket sorterede artilleri- og ingeniørkorpsene, fæstningerne, militærfabrikkerne og indkvarteringsvæsenet. Samtidig udnævntes han til hvid ridder og generalløjtnant af kavaleriet.
Da Saint-Germain 1766 for første gang fjernedes fra krigsstyrelsen, dimitteredes Gähler ligeledes fra sit embede i direktoriet og blev ansat som vicekommandant i Glückstadt, en latterlig post for en mand med hans rang og evner, men vendte med Saint-Germain tilbage året efter og blev nu 1. deputeret. Ved Saint-Germains fjernelse anden gang, i december 1767, fra direktoriet, der nu omdøbtes til Generalitets- og Kommissariatskollegiet, beholdt Gähler sin post, og i juni 1770 stilledes han i spidsen for Kollegiet som dets præses.

## Virke under Struensee
Denne Gählers udnævnelse til krigsvæsenets øverste chef får en særegen betydning, når det erindres, at Johann Friedrich Struensees egen udnævnelse til lektør hos Christian 7. var gaaet umiddelbart forud. Det kan næppe være tvivlsomt, at Gähler var bleven håndgangen mand hos den endnu i det skjulte virkende magthaver, og mærkbart spor i Danmarks historie afsatte forbindelsen, da grev J.H.E. Bernstorff, den væsentligste hindring for Struensees planer og Saint-Germains og Gählers gamle modstander, styrtedes 15. september 1770. Som bekendt afgav det mislykkede tog samme år til Algier et belejligt påskud til Bernstorffs afskedigelse, og Gähler havde selv forsædet i den kommission, der skulle undersøge, om ministerens forhold ved denne lejlighed ikke måtte pådrage ham tiltale og straf. Samme dag, Bernstorff fjernedes, indtrådte Gähler som medlem af gehejmekonseillet. Da dette ved Struensees kabinetsordre hævedes i december samme år, blev han formand i den af 6 af statens højeste embedsmænd sammensatte "Konferens", der var at anse som et slags surrogat for konseillet, og som havde at afgive sine vota til kongen om visse af Struensee forelagte spørgsmål. Således var Gähler nu på samtlige Omraader,
militære som civile, statens første embedsmand næst efter Struensee og dennes nærmeste rådgiver. 
Rimeligvis var dog på dette tidspunkt hans indflydelse hos Struensee allerede i aftagende og ikke svarende til hans stilling. Han synes tværtimod at have haft nok at gøre med at værge denne mod den personlig i langt intimere forhold til Struensee stående grev Schack Carl Rantzau, der var Gählers undermand så vel i kollegiet som i nævnte "konferens", men følte sig kaldet til at indtage første plads, og i begyndelsen af 1771 fik Gähler en ny medbejler til magten i den fra Rusland hjemkaldte oberst Seneca Otto von Falkenskiold. Det vil derfor næppe være rigtigt at tillægge Gähler direkte ansvar for den nu med stærke skridt sig nærmende katastrofe. Ganske vist hedder det i den senere anklage mod ham, "at Struensee idelig havde Omgang med ham, sjælden foretog sig noget uden hans Raadførsel og fast overalt fulgte hans Planer og Forsøg", men der er tilføjet: "navnlig i den første Tid". Gähler bemærkede selv ved sin arrestation, at arbejde havde han vel haft fuldt op af, men i næsten et helt år ikke høstet andet "als lauter Chagrin". Også vides det med vished, at Gähler indtrængende advarede Struensee mod at nedlægge de 2 elitekorps, livgarden til hest og livgarden til fods, hvilken foranstaltning mere end nogen anden blev den skæbnesvangre dråbe, der bragte bægeret til at flyde over.

## Efter Struensees fald
Uadskilleligt knyttet til Gählers livsførelse og måske den mægtigste blandt de faktorer, der bragte ham til rangstigens top, er hans hustru, Christine Sophie von Gähler, født Ahlefeldt. Natten mellem 16. og 17. januar 1772 arresteredes ægteparret i sit hjem af oberst Køller og major Berbandt af falsterske regiment og førtes til Citadellet. Begge tog det med ro. Generalindens gode humør fornægtede sig ikke, og spøgende sagde hun til majoren, at det kun kunne være hende en fornøjelse at gøre sin mand selskab, og at det blot ærgrede hende, "dass dieser Tort nicht zu repariren stünde". Da deres lille søn hørte om fængslingen, skal han have sagt: "For Papa er jeg ikke bange, han har nok set sig for, men for Mama er jeg meget bange". Drengens anelse slog ikke til, idet Undersøgelseskommissionen hurtig kom til det resultat, at intet kunne lægges hende til last. I maj blev hun ved kongelig resolution frikendt, dog med advarsel for "udvist uforsigtig, ubetænksom og strafværdig Omgang". Gähler, hvis brøde vel i virkeligheden ikke var større, blev derimod afskediget i juni fra alle sine embeder med forbud mod at opholde sig i Sjælland, Fyn og Slesvig, hvorimod der tilstodes ham og hans hustru hver 500 rigsdaler om året. Den rige generalmajor Johan Frederik Classen, en af fru Gählers mange beundrere, trådte nu hjælpende til på en smuk måde, idet han straks udstedte en forskrivning til Gähler og hustru på 1200 rigsdaler årlig, der skulle udredes af hans gods Korselitse og udbetales dem, så længe de levede, og efter deres død til sønnen Frederik Julius Christian von Gähler (født i København 2. august 1765) og dennes mandlige og kvindelige descendenter. Gähler og frue boede et års tid i Vejle og flyttede derpå til Itzehoe, hvor Gähler døde 1783. Enken ægtede 1792 Grev Carl Alexander von der Goltz. Sønnen benyttede ikke en ham given tilladelse til at indtræde i den danske hær, men gik først i fransk, derpå i tysk krigstjeneste og har i Bayern videreført slægten.